# The Ashes 1993
Il The Ashes 1993 è stata la 57ª edizione del prestigioso The Ashes di cricket. La serie, di 6 partite, si è disputata in Inghilterra tra il 3 giugno 1993 e il 23 agosto 1993. Le due squadre hanno eseguito un tour per tutto il paese iniziando da Manchester per poi passare per Londra, Nottingham, Leeds, Birmingham e infine nuovamente Londra.
La serie è stata dominata dalla selezione australiana, che si è aggiudicata quattro test match contro uno solo dei britannici.

## Ashes Series

### Test 1: Manchester, 3-7 giugno 1993
| Data            | Luogo                                               |           |             | Risultato             |
| --------------- | --------------------------------------------------- | --------- | ----------- | --------------------- |
| 3-7 giugno 1993 | Old Trafford Cricket Ground Manchester, Inghilterra | Australia | Inghilterra | AUS vince di 179 runs |

| Innings | In battuta  | Al lancio   | Risultato                 | Note          |
| ------- | ----------- | ----------- | ------------------------- | ------------- |
| I       | Australia   | Inghilterra | 289/all out (112.3 overs) |               |
| II      | Inghilterra | Australia   | 210/all out (74.5 overs)  |               |
| III     | Australia   | Inghilterra | 432/5 (130 overs)         | Dichiarazione |
| IV      | Inghilterra | Australia   | 332/all out (120.2 overs) |               |

### Test 2: Londra, 17-21 giugno 1993
| Data              | Luogo                                     |           |             | Risultato                         |
| ----------------- | ----------------------------------------- | --------- | ----------- | --------------------------------- |
| 17-21 giugno 1993 | Lord's Cricket Ground Londra, Inghilterra | Australia | Inghilterra | AUS vince di un Innings e 62 runs |

| Innings | In battuta  | Al lancio   | Risultato                 | Note           |
| ------- | ----------- | ----------- | ------------------------- | -------------- |
| I       | Australia   | Inghilterra | 632/4 (196 overs)         | Dichiarazione  |
| II      | Inghilterra | Australia   | 205//all out (99 overs)   |                |
| III     | Inghilterra | Australia   | 365/all out (165.5 overs) | Follow on      |
| IV      | Australia   | Inghilterra | ND                        | Non necessario |

### Test 3: Nottingham, 1-6 luglio 1993
| Data             | Luogo                                |             |           | Risultato |
| ---------------- | ------------------------------------ | ----------- | --------- | --------- |
| 1º-6 luglio 1993 | Trent Bridge Nottingham, Inghilterra | Inghilterra | Australia | DRAW      |

| Innings | In battuta  | Al lancio   | Risultato                 | Note                         |
| ------- | ----------- | ----------- | ------------------------- | ---------------------------- |
| I       | Inghilterra | Australia   | 321/all out (118.4 overs) |                              |
| II      | Australia   | Inghilterra | 373/all out (108.3 overs) |                              |
| III     | Inghilterra | Australia   | 422/6 (155 overs)         | Dichiarazione                |
| IV      | Australia   | Inghilterra | 202/6 (76 overs)          | Esauriti i 5 giorni di gioco |

### Test 4: Leeds, 22-26 luglio 1993
| Data              | Luogo                                        |           |             | Risultato                                             |
| ----------------- | -------------------------------------------- | --------- | ----------- | ----------------------------------------------------- |
| 22-26 luglio 1993 | Headingley Cricket Ground Leeds, Inghilterra | Australia | Inghilterra | AUS vince di un Innings e 148 runs AUS VINCE LA SERIE |

| Innings | In battuta  | Al lancio   | Risultato                | Note           |
| ------- | ----------- | ----------- | ------------------------ | -------------- |
| I       | Australia   | Inghilterra | 653/4 (193 overs)        | Dichiarazione  |
| II      | Inghilterra | Australia   | 200/all out (82.5 overs) |                |
| III     | Inghilterra | Australia   | 305/all out (127 overs)  | Follow on      |
| IV      | Australia   | Inghilterra | ND                       | Non necessario |

### Test 5: Birmingham, 5-9 agosto 1993
| Data            | Luogo                                            |             |           | Risultato              |
| --------------- | ------------------------------------------------ | ----------- | --------- | ---------------------- |
| 5-9 agosto 1993 | Edgbaston Cricket Ground Birmingham, Inghilterra | Inghilterra | Australia | AUS vince di 8 wickets |

| Innings | In battuta  | Al lancio   | Risultato                 | Note |
| ------- | ----------- | ----------- | ------------------------- | ---- |
| I       | Inghilterra | Australia   | 276/all out (101.5 overs) |      |
| II      | Australia   | Inghilterra | 408/all out (149.5 overs) |      |
| III     | Inghilterra | Australia   | 251/all out (133.2 overs) |      |
| IV      | Australia   | Inghilterra | 120/2 (43.3 overs)        |      |

### Test 6: Londra, 19-23 agosto 1993
| Data              | Luogo                        |             |           | Risultato             |
| ----------------- | ---------------------------- | ----------- | --------- | --------------------- |
| 19-23 agosto 1993 | The Oval Londra, Inghilterra | Inghilterra | Australia | ENG vince di 161 runs |

| Innings | In battuta  | Al lancio   | Risultato                 | Note |
| ------- | ----------- | ----------- | ------------------------- | ---- |
| I       | Inghilterra | Australia   | 380/all out (101.5 overs) |      |
| II      | Australia   | Inghilterra | 303/all out (94.4 overs)  |      |
| III     | Inghilterra | Australia   | 313/all out (119.2 overs) |      |
| IV      | Australia   | Inghilterra | 229/all out (81.1 overs)  |      |

## One Day International

### Partite
| Data           | Luogo                                               |                              |                                      | Risultato              |
| -------------- | --------------------------------------------------- | ---------------------------- | ------------------------------------ | ---------------------- |
| 19 maggio 1993 | Old Trafford Cricket Ground Manchester, Inghilterra | Australia 258/9 (55 overs)   | Inghilterra 254/all out (54.5 overs) | AUS vince di 4 runs    |
| 21 maggio 1993 | Edgbaston Cricket Ground Birmingham, Inghilterra    | Inghilterra 277/5 (55 overs) | Australia 280/4 (53.3 overs)         | AUS vince di 6 wickets |
| 23 maggio 1993 | Lord's Cricket Ground Londra, Inghilterra           | Australia 230/5 (55 overs)   | Inghilterra 211/all out (53.1 overs) | AUS vince di 19 runs   |